# Energia (cartier în Constanța)
Energia este un cartier în Constanța. Denumirea este dată după renumita fabrică de mase plastice Energia SA, una dintre cele mai importante fabrici de acest fel din România. În această zonă, având ca linie "de mijloc" str. Baba Novac se află în plină construcție o importantă zonă rezidențială ca urmare firească a expansiunii zonei centrale a municipiului Constanța. În afara fabricii Energia SA până acum câțiva ani era de jur împrejur numai câmp agricol, cu o structură mlăștinoasă. Sistemele de drenaj ale fabricii împreună cu un mic canal colector asigurau un nivel acceptabil al pânzei de apă freatică. Pe lângă gardul fabricii se află în construcție strada Constantin Bobescu, ce va face legătura cu terenurile pe care se află în diverse faze de construcție vile și mici blocuri de locuințe. Blocurile ANL (peste 1000 apartamente) sunt în diferite stadii de execuție, începând deja din 2010 să se mute locatarii.
La SC Energia SA producția industrială a fost oprită iar incinta de peste 22 ha va găzdui spații comeciale, depozite, restaurant, gradiniță-creșă, o policlinică/spital privat, grădină de vară, săli de sport dar și parcări păzite cu plată pentru locuitorii din zonă pe bază de abonament sau vizitatori. Platformele betonate vor fi folosite de asemenea pentru parcarea autocarelor, autocamioanelor sau a utilajelor.
Pe cealaltă parte a străzii Baba Novac este construit după 89 un modern cimitir, iar pe terenurile agricole dintre strada principală și unitățile militare sunt așteptate noi investiții imobiliare.
 Acest articol despre o localitate din județul Constanța este deocamdată un ciot. Puteți ajuta Wikipedia prin completarea lui.